# El Recreo, Mariano Escobedo
El Recreo är en ort i Mexiko.   Den ligger i kommunen Mariano Escobedo och delstaten Veracruz, i den sydöstra delen av landet, 220 km öster om huvudstaden Mexico City. El Recreo ligger 1 466 meter över havet och antalet invånare är 184.
Terrängen runt El Recreo är kuperad österut, men västerut är den bergig. Runt El Recreo är det mycket tätbefolkat, med 1 361 invånare per kvadratkilometer. Närmaste större samhälle är Orizaba, 6,3 km söder om El Recreo. Trakten runt El Recreo består till största delen av jordbruksmark.